# International Union of Socialist Youth
L'International Union of Socialist Youth (« Union internationale de la jeunesse socialiste », abrégée en IUSY) est l'union internationale des mouvements de jeunesse socialistes et sociaux-démocrates. Elle regroupe plus d'une centaine de membres. L'IUSY est une organisation sœur de l'Internationale socialiste.
Depuis 2018, la présidente de la IUSY est Johanna Ortega, des jeunes socialistes du Paraguay, sa secrétaire générale est la géorgienne  Ana Pirtskhalava.

## Histoire
Son premier président fut Karl Liebknecht.
Après la Première Guerre mondiale, la division des organisations de travailleurs se répercuta sur les organisations de jeunesse. En 1919, l'International of the Communist Youth (Internationale de la jeunesse communiste) fut fondée à Berlin. Deux organisations fondées en 1921, l'International Working Group of Socialist Youth Organisation (Organisation internationale de la jeunesse de la communauté de travail socialiste) et l'International of the Working Youth (Internationale de la jeunesse ouvrière) de tendance sociale-démocrate fusionnèrent dans l'International of the Socialist Youth en 1923 à Hambourg.
Après la Seconde Guerre mondiale, l'IUSY fut fondée le 30 septembre 1946 à Paris.

## Les présidents de l'IUSY
- 1946 Bob Molenaar (Belgique)
- 1948 Peter Strasser (Autriche)
- 1954 Nath Pai (en) (Inde)
- 1960 Kyi Nyunt (Myanmar)
- 1966 Wilbert Perera (Ceylan, l'actuel Sri Lanka)
- 1969 Luis A. Carello (Argentine)
- 1973 Rafael Alburquerque (République dominicaine)
- 1973 Luis Ayala (Chili)
- 1975 Jerry Svensson (Suède)
- 1977 Alejandro Montesino (Chili)
- 1979 Hilary Barnard (Royaume-Uni)
- 1981 Milton Colindres (Salvador)
- 1983 Kirsten Jensen (Danemark)
- 1985 Joan Calabuig (Espagne)
- 1989 Sven Eric Söder (Suède)
- 1991 Roger Hällhag (Suède)
- 1995 Nicola Zingaretti (Italie)
- 1997 Umberto Gentiloni (Italie)
- 1999 Alvaro Elizalde (Chili)
- 2004 Fikile Mbalula (Afrique du Sud)
- 2008 Jacinda Ardern (Nouvelle-Zélande)
- 2010 Viviana Pinero (Uruguay)
- 2014 Felipe Jeldres (Chili)
- 2016 Howard Lee (Malaisie)
- 2018 Johanna Ortega (Paraguay)

## Les congrès de l'IUSY
- 1946 Paris
- 1948 Louvain
- 1951 Hambourg
- 1954 Copenhague
- 1957 Rome
- 1960 Vienne
- 1963 Oslo
- 1966 Vienne
- 1969 Rome
- 1973 Malte
- 1975 Bruxelles
- 1977 Stuttgart
- 1979 Francfort
- 1981 Vienne
- 1983 Jørlunde (Danemark)
- 1985 Séville
- 1987 Bruxelles
- 1989 Bommersvik (Suède)
- 1991 Seč (Tchécoslovaquie)
- 1993 Montevideo
- 1995 Modène
- 1997 Lillehammer
- 1999 Hambourg
- 2001 Johannesburg
- 2004 Budapest
- 2006 Etsberg, Danemark
- 2011 Attersee am Attersee, Autriche
- 2018 Bečići, Monténégro

## Les rencontres internationales
Les rencontres internationales de la jeunesse rassemblèrent jusque 50 000 (1929 à Vienne) et sont une part importante de la tradition des organisations socialistes de jeunesse. En 1952, l'IUSY renoua avec cette tradition lors de son premier camp à Vienne.
- 1952 IUSY Camp Vienne
- 1954 IUSY Camp Liège (Belgique)
- 1956 IUSY Camp Tampere (Finlande)
- 1959 IUSY Camp Berlin (avant la construction du Mur)
- 1962 IUSY Camp Copenhague (Danemark)
- 1965 IUSY Camp Carmel (Israël)
- 1968 IUSY Camp Vierhouten (Pays-Bas)
- 1977 Internationales Sozialistisches Jugendtreffen Stuttgart (RFA)
- 1981 Internationales Sozialistisches Jugendtreffen Vienne (Autriche)
- 1985 IUSY Festival Luxembourg
- 1987 IUSY Festival Valence (Espagne)
- 1992 IUSY Festival Porto (Portugal)
- 1996 IUSY Festival Bonn (Allemagne nouvellement réunifiée)
- 2000 IUSY Festival Malmö (Suède)
- 2003 IUSY Festival Kamena Vourla (Grèce)
- 2006 IUSY Festival Alicante (Espagne)
- 2007 IUSY 100e anniversaire Berlin (Allemagne)
- 2009 IUSY Festival Zánka, rive nord du lac Balaton, (Hongrie)
- 2011 IUSY Festival Attersee, (Autriche)

## Présidium
L'IUSY est mené par le Présidium. Il est élu tous les deux ans sur le congrès. Les membres actuels (2023-2025) sont présentés dessous: 
Président:
- Hend Mgaieth, JS Tunisia, (Tunisie)

Sécretaire général:
- Bruno Gonçalves, (Juventude Socialista, Portugal)

Vice-presidents:
- Danila Bragança, JMPLA, Angola
- Nokukhanya Magagul, SWAYOCO, Eswatini
- Fidel Cardoso de Pina, JPAICV, Cap-Vert
- Christian Lukusa, Jeune UDPS, République démocratique du Congo
- Carlos Hernandez, JRM, République dominicaine
- James Canizales, Partido Liberal, Brésil
- Jessali Zarazua, JPRD Mexico, Mexique
- Maria Panay, JRPD Panama, Panama
- Marina Hay, Young Labour, Nouvelle-Zélande
- Regina Rebueno, Akbayan Youth, Philippines
- Sarineh Abrahamian, AYF Armenia, Arménie
- Victoria Hiepe, JUSOS Germany, Allemagne
- Amina Cikotic, SDYM, Macédoine du Nord
- Gaute Skejrvø, AUF, Norvège
- Bianca Sorian, TSD Romania, Roumanie
- Victor Camino Miñana, JSE, Espagne
- Eliran Bykhovsky, Young Meretz, Israël
- Saif Aqel, GUPS Palestine, Palestine